# Tadg mac Muiredaig meic Cárthaig
Tadg mac Muiredaig meic Cárthaig (mort en 1124) il fut le 46e roi de Munster en opposition et  premier  souverain du royaume de Desmond de la dynastie Mac Carthy de 1118 à 1123.

## Contexte
Tadg est le fils de Muireadach mac Carthaig (mort en 1092). Il devient le souverain des Eóganacht Chaisil vers 1116 et commence à édifier la base de la  future puissance de la dynastie Mac Carthy en obtenant le soutien des autres lignées des Eóganachta. Vers 1118 il contrôle tout le sud du Munster. À cette époque, le roi de Munster Muirchertach Ua Briain, malade, a été contraint de se retirer par son frère Diarmait Ua Briain et Domnall MacLochlainn prétend au titre  Ard ri Erenn. Tagdh rencontre victorieusement les forces des Dál gCais de Brian mac Murchada Ua Briain dans le comté de Cork . Les espérances de MacLochlainn de s'emparer du titre d'Ard ri sont réduites à néant par la volte-face de son jeune allié Toirdelbach Ua Conchobair, roi de Connacht qui impose un accord de partage du Munster entre les fils Diarmaid et Tagd Mac Cathaigh à Glanmire (en) en 1118 . Il reconnait à Tagdh et à son frère Cormac le titre de roi de Desmond Desmuna (ou Sud Munster) et au Ui Brian celui de roi de Thomond  ou Tuadmuna (c'est-à-dire: Nord Munster)
En 1120, Tagd et Cormac mènent une expédition contre le royaume d'Osraige et contraignent les Mac Giolla Phádraig à se soumettre à eux . les Ui Briain réagissent en capturant les otages d'Osraige qui rejoignaient le Desmond et les livrent à Ua Conchobair qui lance une série d'attaques sur le Desmond en 1121 et 1123 détruisant 17 églises. Au début de 1122, Tagd est contraint de faire sa soumission et, malade, il se démet en 1123 faveur de son frère Cormac Mac Cárthaigh qui lui succède et il meurt l'année suivante,

## Sources
- (en) T.W Moody, F.X. Martin, F.J. Byrne, A New History of Ireland IX Maps, Genealogies, Lists. A companion to Irish History part II, Oxford, Oxford University Press, 2011, 690 p. (ISBN 978-0-19-959306-4)
- (en) Sean Duffy, Medieval Ireland. An encyclopedia, Routledge Revivals, 2002, 580 p. (ISBN 978-1-138-06225-2)
- (en) Art Cosgrove (sous la direction de), New History of Irland,Volume II ‘’Medieval Ireland 1169-1534’’, Oxford, Oxford University Press, 2008, 1066 p. (ISBN 978-0-19-953970-3)